# Krakatav
Krakatav (indonezijsko Pulau Rakata/Krakatau/Krakatoa) je vulkanska otoška reliefna oblika, ki leži v Sundskem prelivu med Sumatro in Javo v Indoneziji. Je kaldera in je del vulkanske otoške skupine (arhipelag Krakatav), ki obsega štiri otoke, od katerih sta dva Lang in Verlaten ostanka prejšnje vulkanske strukture, uničene v izbruhih pred slovitim izbruhom leta 1883, Rakata pa je ostanek veliko večjega otoka, uničenega v izbruhu leta 1883. Ta je bil eden največjih zabeleženih vulkanskih izbruhov v človeški zgodovini. 
Leta 1927 se je iz kaldere, nastale leta 1883, prikazal četrti otok, Anak Krakatav ali 'Otrok Krakatav'. Od konca 20. stoletja se pojavljajo nove eruptivne dejavnosti. Zadnja velika erupcija je 22. decembra 2018 povzročila drsenje velikih mas. Te so sprožile cunami, ki je na bližnjih indonezijskih obalah povzročil smrt več sto ljudi, tisoči so bili ranjeni.

## Zgodovinski pomen
Najpomembnejši izbruhi Krakatava so doživeli vrhunec v množičnih eksplozijah med 26. in 27. avgustom 1883, ki so bile med najmočnejšimi in najsilovitejšimi vulkanskimi dogodki v zapisani zgodovini.
Z ocenjenim indeksom vulkanske eksplozivnosti (VEI) 6 je bil izbruh enakovreden 200 megatonom TNT-ja (840 PJ) - približno 13.000-krat več kot jedrski izkoristek bombe Little Boy (13 do 16 kt), ki je opustošil Hirošimo na Japonskem med drugo svetovno vojno in štirikrat večji izkoristek kot Carska bomba (rusko Царь-бо́мба, tr. Tsar'-bómba), najmočnejše jedrske naprave s 50 Mt, ki je kdaj koli eksplodirala.
Izbruh iz leta 1883 je izstrelil približno 25 km³ kamnin. Kataklizmično eksplozijo je bilo slišati 3600 km daleč v Alice Springsu v Avstraliji in na otoku Rodrigues blizu Mavricija, 4780 km proti zahodu.
Po uradnih evidencah tedanje Nizozemske vzhodnoindijske družbe je bilo v bližini Krakatava uničenih 165 vasi in mest, 132 pa je bilo huje poškodovanih. Umrlo je najmanj 36.417 ljudi, mnogo več tisoč pa je bilo ranjenih, večinoma zaradi cunamija, ki je sledil eksploziji. Izbruh je uničil dve tretjini otoka Krakatav.
Izbruhi na območju od leta 1927 so na isti lokaciji ustvarili nov otok, ki so ga poimenovali Anak Krakatav. Občasni izbruhi se nadaljujejo, od nedavnih izbruhov v letih 2009, 2010, 2011 in 2012 ter velikega leta 2018. Konec leta 2011 je imel ta otok polmer približno 2 kilometra in višino približno 324 metrov nad morjem, vsako leto zraste 5 metrov. Leta 2017 so poročali o višini nad 400 m nadmorske višine; po propadu decembra 2018 se je višina zmanjšala na 110 metrov.

## Etimologija
Čeprav obstajajo zgodnejši opisi »otoka s koničasto goro« v Sundskem prelivu, je bila najzgodnejša omemba Krakatava s tem imenom v zahodnem svetu na zemljevidu Lucasa Janszoona Waghenaerja iz leta 1611, ki je otok označil kot Pulo Carcata ('pulo' je sundska beseda za 'otok'). Najdenih je bilo približno dva ducata različic imena, med njimi Crackatouw, Cracatoa in Krakatao (v starejšem pravopisu, ki temelji na portugalščini). Prvo črkovanje Krakatau je iz zapiskov  Wouterja Schoutena, ki je oktobra 1658 plul mimo »z drevesi pokritega visokega otoka Krakatau«.
Izvor indonezijskega imena Krakatau ni jasno določen in potrjen. Globalni program vulkanizma Smithsonian Institution navaja indonezijsko ime Krakatau kot pravilno ime, vendar omenja tudi, da je Krakatoa pogosto uporabljeno.

## Geografski položaj
Indonezija ima več kot 130 aktivnih vulkanov, kar je večina od vseh držav. Sestavljajo os indonezijskega sistema otočnega loka, proizvedenega s subdukcijo severovzhodne strani Indo-avstralske plošče. Večina teh vulkanov leži ob dveh največjih otokih Indoneziji, Javi in Sumatri. Ta dva otoka ločuje Sundski preliv, ki se nahaja na ovinku v osi otoškega loka. Krakatav je neposredno nad območjem subdukcije Evrazijske plošče in Indo-avstralske plošče, kjer meje plošče močno spremenijo smer, kar lahko povzroči nenavadno šibko skorjo v regiji.

## Zgodovina pred letom 1883
V nekem obdobju prazgodovine se je zgodil zgodnejši izbruh kaldere, za katerim so ostali Verlaten (ali Sertung), Lang (znan tudi kot Rakata Kecil ali Panjang), Poolsche Hoed ('poljski klobuk') [15] in osnova Rakata. Kasneje sta se oblikovala vsaj dva stožca (Perboewatan in Danan) in se na koncu združila z Rakato, ki je tvorila glavni otok Krakatav. [16] V času izbruha leta 1883 so v skupino Krakatav spadali Lang, Verlaten in sam Krakatav, otok dolg 9 km in širok 5 km. Obstajal je tudi otoček porasel z drevesi v bližini Langa (Poolsche Hoed) in več majhnih skalnatih otočkov ali čeri med Krakatavom in Verlatenom.
Na otoku Krakatav so bili trije vulkanski stožci: Rakata, (visok 820 m), Danan, (450 m) v bližini centra in Perboewatan (120 m) proti severu.

### Dogodek leta 416
Javanska knjiga kraljev (Pustaka Raja) beleži, da se je leta 338 Saka (416 n. št.) »gromoglasen zvok zaslišal s planine Batuwara (danes imenovano Pulosari, izumrli vulkan v Bantamu, najbližji Sundskemu prelivu...«.
V tem času ni nobenih geoloških dokazov o izbruhu velikosti Krakatava; ali gre za napačen datum, ki se nanaša na poznejši izbruh leta 535, za katerega obstajajo nekateri zgodovinski dokazi.

### Dogodek leta 535
David Keys, Ken Wohletz in drugi so izpostavili, da je bil za svetovno podnebno spremembo v letih 535–536 morda kriva mogočna vulkanska erupcija, verjetno ognjenika Krakatava leta 535.  Keys v svoji knjigi Katastrofa: Preiskava o izvorih sodobnega sveta (Catastrophe: An Investigation into the Origins of the Modern World) raziskuje, kakšni so po njegovem mnenju radikalni in daljnosežni globalni učinki ravno tako domnevne erupcije iz 6. stoletja. Verjelo se je, da je bil ta izbruh še bolj silovit kot izbruh Krakatava iz leta 1883 in tudi tisti, ki je ustvaril prvotno kaldero Krakatava, kar je povzročilo nastanek otokov Verlaten in Lang. Vendar pa obstajajo tudi druge razlage za podnebne spremembe, vključno z izbruhom Ilopanga v Salvadorju v Srednji Ameriki.
Thornton omenja, da je bil Krakatav v času javanske rodbine Šialendra znan kot »Ognjena gora«, zabeleženih pa je sedem eruptivnih dogodkov med 9. in 16. stoletjem. Ti so predhodno datirani kot 850, 950, 1050, 1150, 1320 in 1530.

## Dejavnosti Nizozemske
Leta 1620 so Nizozemci na otokih postavili pomorsko postajo in nekoliko kasneje zgradili ladjedelnico. V poznem 17. stoletju je bil poskus ustanoviti nasad paprike na Krakatavu, vendar je Nizozemska vzhodnoindijska družba otoke na splošno prezrla. Leta 1809 je bila na nedoločeni lokaciji ustanovljena kazenska kolonija, ki je delovala približno desetletje. Do 1880-ih so bili otoki brez stalnih prebivalcev; najbližje naselje je bil bližnji otok Sebesi (oddaljen približno 12 km) s 3000 prebivalci.
Narejenih je bilo več raziskovanj in pomorskih kart, otoki pa so bili malo raziskani ali preučeni. Zemljevid otokov iz leta 1854 je bil uporabljen v angleškem karti, ki kaže nekaj razlike od nizozemske iz leta 1874. Julija 1880 je Rogier Verbeek opravil uradni pregled otokov, vendar je tam smel preživeti le nekaj ur. Lahko je zbral vzorce z več krajev, njegova preiskava pa se je pozneje izkazala za pomembno pri presoji geoloških vplivov izbruha iz leta 1883.